# Nityanand Jayaraman
Nityanand Jayaraman (geb. 1968) ist ein indischer Umweltschützer.

## Leben
Jayaraman wuchs in Tamil Nadu auf, einem der größten südlichen Staaten Indiens. Er wurde ursprünglich zum Ingenieur ausgebildet, begann seine berufliche Laufbahn jedoch als Journalist, bevor er sich als Umweltschützer etablierte. Er lebt in Chennai, der Hauptstadt Tamil Nadus, wo er sich auch hauptsächlich seiner Arbeit widmet.

## Wirken
Als bekannter Umweltaktivist initiierte Jayaraman zahlreiche Kampagnen zur Wahrung sozialer und umweltbezogener Rechte. Er ist für seinen Einsatz für die Sicherung des Zugangs zu natürlichen Ressourcen und die Stärkung der Rechte der ländlichen Bevölkerung, die durch den zunehmenden Wettbewerb um Ressourcen bedroht ist, bekannt. Auch macht er auf die Folgen der Überhitzung des Klimasystems für Indien aufmerksam.
Seine Arbeit konzentriert sich insbesondere auf die Auswirkungen städtischer Ausdehnung und der Folgen für die Umwelt. Durch das intensive Wachstum Chennais und den damit verbundenen Verlust von Feuchtgebieten muss sich die Stadt regelmäßig mit schweren Überschwemmungen und Dürren auseinandersetzen. Jayaraman machte die Probleme öffentlich, die aus der Zerstörung dieser essentiellen Ökosysteme resultieren, und protestierte gegen großangelegte Infrastrukturprojekte, die oft auf Kosten der Umwelt gehen.
Er ist Mitglied der Chennai Solidarity Group, ein Kollektiv, das sich gegen Umweltrechtsverletzungen und Diskriminierung einsetzt. In seiner Rolle als Umweltschützer und Sozialarbeiter bevorzugt er zur direkten Einflussnahme auf die Gemeinschaft die Arbeit auf lokaler Ebene.

## Auszeichnungen
Durch seine Arbeit und sein Engagement erwarb Jayaraman sowohl in Indien als auch international Anerkennung. So wurde er mit dem Deutsch-Französischen Preis für Menschenrechte und Rechtsstaatlichkeit ausgezeichnet.